# AMP Society Building (Oamaru)

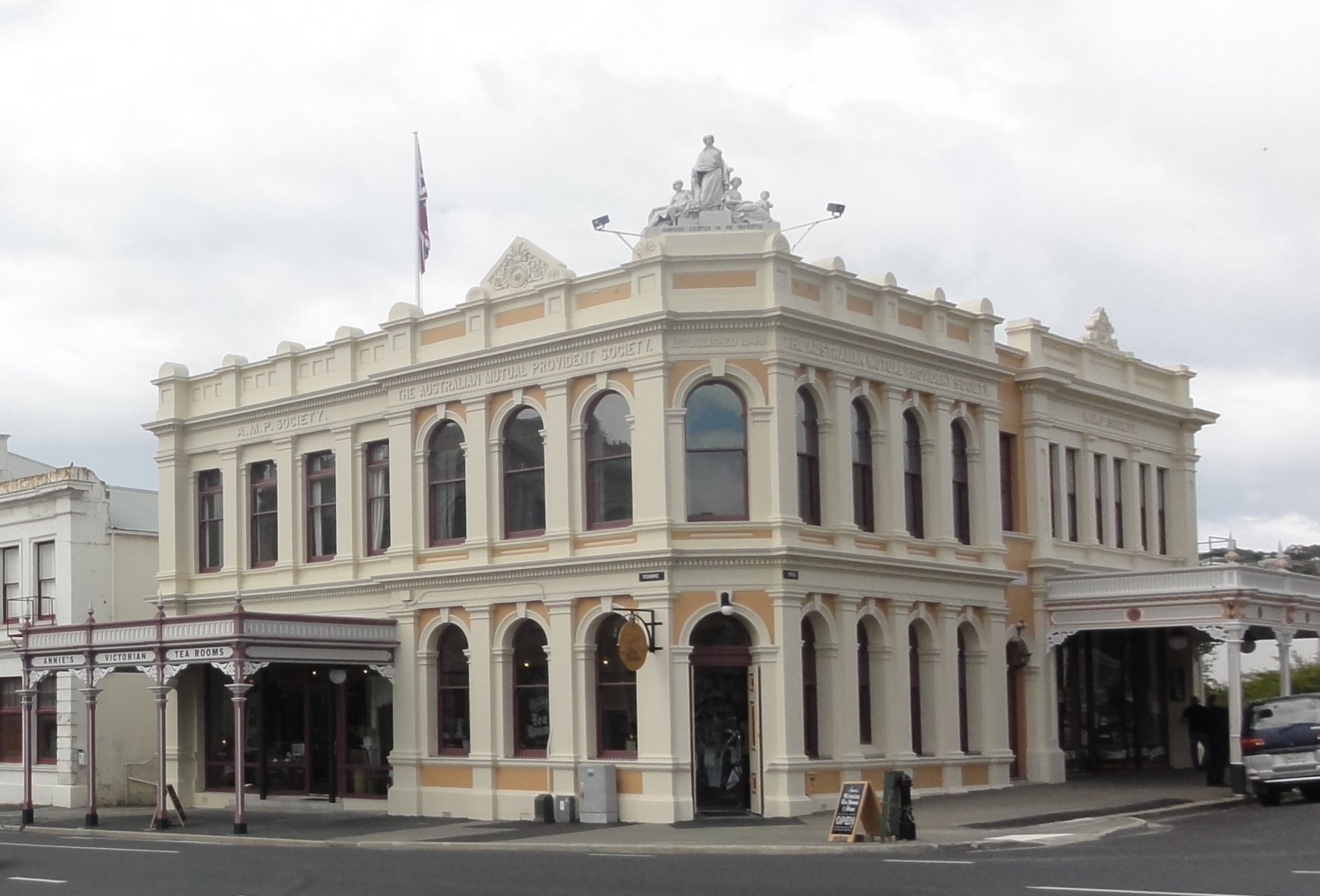
A.M.P Building

Das A.M.P. Society Building ist ein historisches Bauwerk im viktorianischen Stadtkern der neuseeländischen Stadt Oamaru in der Region Otago.
Es wurde 1886 nach Entwürfen der Architekten Forrester & Lemon in dem für den historischen Stadtkern Oamarus typischen viktorianischen Stil als Bürogebäude für die Australian Mutual Provident Society erbaut.
Die marmorne Figurengruppe, die die Gebäudeecke krönt, ist eines der wenigen Beispiele für Statuen als Bauwerksschmuck in Oamaru. Das Gebäude besitzt außerdem die letzte erhaltene Holzveranda in Oamaru.
Heute wird das Bauwerk vom North Otago Club für dessen Clubräume genutzt. Im Eckbereich befindet sich ein Café.
Am 2. Juli 1987 wurde das Gebäude vom New Zealand Historic Places Trust unter der Nummer 2278 als Denkmal der Kategorie 1 (Historic Place Category I) eingestuft.